# Торпедо-БелАЗ
«Торпедо-БелАЗ» (біл. Тарпэда-БелАЗ) — білоруський футбольний клуб із Мінської області, Жодіно, заснований 1961 року. Виступає у Вищій лізі чемпіонату Білорусі.

## Досягнення
- Чемпіон Білоруської РСР: 1970, 1971, 1980, 1981
- Володар Кубку Білоруської РСР: 1969, 1971, 1972, 1977, 1978, 1981, 1982, 1983
- Володар Кубка Білорусі: 2016, 2023
- Володар Суперкубка Білорусі: 2024
- Фіналіст Кубка Білорусі: 2010, 2025
- Бронзовий призер чемпіонату Білорусі: 2020, 2023
- Учасник кваліфікаційних раундів Ліги Європи УЄФА: 2010/2011, 2015/2016, 2016/2017

## Склад команди
Станом на січень 2022 року
| №  | Поз. | Нац.        | Гравець              |
| -- | ---- | ----------- | -------------------- |
| 1  | ВР   | Білорусь    | Володимир Бушма      |
| 6  | ПЗ   | Білорусь    | Кирило Премудров     |
| 7  | ПЗ   | Україна     | Юрій Габовда         |
| 8  | ПЗ   | Білорусь    | Анатолій Макаров     |
| 10 | ПЗ   | Білорусь    | Андрій Хачатурян     |
| 11 | ПЗ   | Білорусь    | Олексій Антилевський |
| 13 | ПЗ   | Бразилія    | Ліпе Велозу          |
| 17 | НП   | Білорусь    | Валерій Горбачик     |
| 40 | НП   | Таджикистан | Шахром Самієв        |
| 88 | ЗХ   | Росія       | Дмитро Яшин          |
| 92 | ВР   | Білорусь    | Арсеній Забродський  |
| 95 | ПЗ   | Білорусь    | Кирило Кириленко     |

## Відомі гравці
- В'ячеслав Глєб
- Антон Голенков
- Сергій Загинайлов
- Руслан Івашко
- Максим Імереков
- Сергій Мельник
- Ігор Чередніченко